# Rudolf Frank
Rudolf Frank (Maguncia, 1886-Basilea, 25 de octubre de 1979) fue un actor, director teatral y escritor alemán. Su novela de aventuras La calavera del sultán Makawa fue uno de los libros prohibidos por los nazis en 1933 debido al contenido antibelicista del relato. Frank sufrió persecución por su condición de judío y tuvo que exiliarse en Austria y Suiza, donde se ganó la vida como traductor. Sus obras sólo volvieron a publicarse a partir de 1945, después de la Segunda Guerra Mundial y la caída del régimen nazi. 

## Infancia y juventud
Nació en el seno de una familia judía asentada en Maguncia. Era hijo de Matilda Ebertsheim y de Carl Theodor, un comerciante de madera. Tras los estudios secundarios en el gimnasio de Maguncia, Rudolf inició su carrera universitaria en 1904, con estudios de Ciencias Políticas y Derecho en Múnich, Zúrich, Heidelberg, Berlín y Giessen. En 1908 obtuvo el título de doctor en leyes.

## Alemania
En 1909 empezó a tomar clases de interpretación en Berlín y empezó a escribir críticas teatrales. En 1914 estalló la Primera Guerra Mundial y Frank participó como soldado voluntario. En 1918 se casó en Viena con Ottilie H. Mittendorf, con quien tuvo su primer hijo al año siguiente. Entre 1918 y 1921 trabajó como director y dramaturgo en Frankfurt y Darmstadt y entre 1925 y 1926 fue director de la Compagnia Primaria di prose Alda Borelli, de gira por Italia. En 1926 participó como actor de doblaje de películas norteamericanas. 
En 1927 se divorció de Mittendorf y dos años después se casó con la artista Anna Amelie Small. El primer hijo del nuevo matrimonio, Charles Vincent, nació en Berlín en 1930, donde residía la familia.
Su novela La calavera del sultán Makawa se publicó en 1931. A partir de 1933 Frank comenzó a tener problemas con las autoridades nazis, por lo que empezó a utilizar un pseudónimo para firmar sus escritos. Sin embargo, él se realizó en un nazi-película "S.A. Mann Brand". Sufrió un registro y fue detenido, pero pudo recuperar la libertad gracias a la ayuda del gran duque de Hesse Ernesto Luis de Hesse-Darmstadt y del actor Otto Laubinger. Se le prohibió escribir y su novela fue retirada de las librerías. Frank decidió exiliarse en Viena en 1936, año en el que nació su hijo René Antonio.

## Suiza
A partir de abril de 1937 trabajó en Viena en el En Viena fue el Jüdischen Kulturtheater (Teatro de la Cultura Judía), pero pronto se las circunstancias políticas y las leyes antijudías hacen que se quedara sin empleo e imposibilitado de encontrar otro. Se trasladó al norte de Italia, a Merano, y después a Suiza, a Zúrich, donde trabajó con distintos seudónimos. Durante la Segunda Guerra Mundial las autoridades alemanas le retiraron su pasaporte y anularon su condición de doctor. Su mujer intentó exiliarse en Palestina, pero fue internada por los británicos en la isla Mauricio. El padre de Frank fue, por su parte, encerrado en el campo de Theresienstadt, donde murió. Frank se instaló en 1944 en Basilea, ciudad en la que se permanecería ya hasta su muerte en 1979. Se dedicó al periodismo y también a la crítica teatral en el Basler Arbeiter-Zeitung, además de dedicarse a la traducción. Finalmente, en 1948, Suiza le concedió el asilo permanente, lo que le permitió también poder trabajar para varias emisoras de radio. 
No volvió a visitar Alemania hasta 1952. En 1959 se le devolvió el reconocimiento de su doctorado. En 1960 publicó su autobiografía Spielzeit meines Lebens. Su esposa Anna Frank murió en 1977 en Tel Aviv. Rudolf Frank murió el 25 de octubre de 1979 en Basilea.

## Reconocimientos y homenajes
- 1966: Orden del Mérito de la República Federal de Alemania.
- 2013: la Biblioteca Estatal de Berlín le dedicó a Frank una exposición (31 de mayo-30 de junio) y todo un ciclo de actividades en su homenaje.[2]

## Traducciones al español
La calavera del sultán Makawa se publicó por primera vez en español en 2014, con traducción de Miguel Jiménez-Bravo (Ediciones del Viento, 2014).